# Alexander Vandegrift
Alexander Archer Vandegrift (13 mars 1887 – 8 mai 1973), fut un général dans le Corps des Marines des États-Unis. Il a mené à la victoire la 1re division de Marines lors de la première offensive terrestre de la Seconde Guerre mondiale, la bataille de Guadalcanal. Il a reçu la médaille d'honneur pour ses batailles lors de la campagne des îles Salomon. Vandegrift a été plus tard le 18e commandant du Corps des Marines et a été le premier Marine américain à s'élever au rang de général quatre étoiles pendant son service actif.

## Biographie
Alexander Archer Vandegrift est né le 13 mars 1887 dans la petite ville de Charlottesville en Virginie, son père y fut architecte et entrepreneur. Le jeune Vandegrift a comme surnom « Archer » et s'intéresse au domaine militaire par ses lectures de romans historiques militaires et par les histoires de ses ancêtres qui ont combattu dans différentes guerres.
Il étudie à l'université de Virginie pendant trois ans. Il remporte en 1908 son brevet d'officier dans le Corps des Marines après un concours d'une durée d'une semaine. Il devient sous-lieutenant le 22 janvier 1909.
Pendant qu'il est à l'école du Corps des Marines en 1909, il écrit un article prophétique intitulé « L'aviation, la cavalerie du futur ». Plus tard alors qu'il est commandant, il sera nommé au Hogenboom Board qui commencera ses travaux sur l'utilisation des hélicoptères pour des assauts aériens.

### La guerre des bananes
Suivant la consigne de l'école d'officiers de marine, Port Royal (Caroline du Sud), sa première période de service est au Marine Barracks à Portsmouth au New Hampshire. En 1912, il effectue un service à l'étranger dans les Caraïbes, d'abord à Cuba puis au Nicaragua. Il participe au bombardement, à l'assaut et à la capture de Coyotepe au Nicaragua. En 1914, il participe au combat et à l'occupation de Vera Cruz au Mexique.

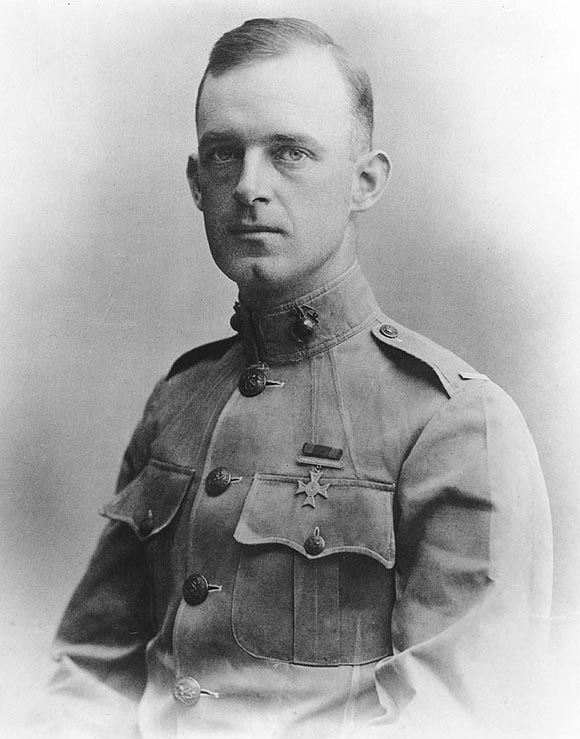
Vandegrift, alors au grade de capitaine

En décembre 1914, après avoir été promu lieutenant, il étudie au Advance Base Course au Marine Barracks à Philadelphie. Ses études terminées, il prend la mer à destination d'Haïti avec le 1er régiment des Marines et il participe à l'action contre les bandits hostiles Cacos à Le Trou et Fort Capois en Haïti.
En août 1916, il est promu au rang de capitaine et devient un membre de la police haïtienne à Port-au-Prince, il y reste jusqu'à son détachement aux États-Unis en décembre 1918. Il retourne à Haïti en juillet 1919 pour servir dans la gendarmerie en tant qu'inspecteur de police. Il est promu au rang de commandant en juin 1920.

### 1920-1930
Le commandant Vandegrift revient aux États-Unis en avril 1923 et est assigné au Marine Barracks à MCB Quantico en Virginie. Il termine le cours d'officier supérieur du Marine Corps Schools en mai 1926. Il est ensuite transféré à la base des Marines de San Diego en Californie en tant qu'assistant au chef d'état-major.
En février 1927, il prend la mer vers la Chine où il sert en tant qu'officier instructeur et des opérations pour le 3e régiment des Marines ayant son quartier général à Tianjin. On lui ordonne de rentrer à Washington (district de Columbia) en septembre 1928, où il devient assistant chef coordonnateur au bureau du budget.
Après son service à Washington (District de Columbia), il rejoint Marine Barracks à Quantico où il devient assistant au chef d'état-major, section G-1, Fleet Marine Force (FMF). Pendant son affectation il est promu au rang de lieutenant colonel en 1934.
En 1935, on lui ordonne ensuite de se rendre en Chine, le lieutenant colonel Vandegrift sert successivement en tant qu'officier supérieur et commandant du détachement des Marines à l'ambassade américaine de Pékin. Il est promu au rang de colonel en septembre 1936, le colonel Vandegrift se présente au quartier-général des Marines (HQMC) à Washington (District de Columbia) en juin 1937, où il devient secrétaire militaire du Commandant du Corps des Marines. En mars 1940, il est nommé assistant du Commandant du Corps des Marines et le mois suivant il est promu au rang de général de brigade.

### Seconde Guerre mondiale

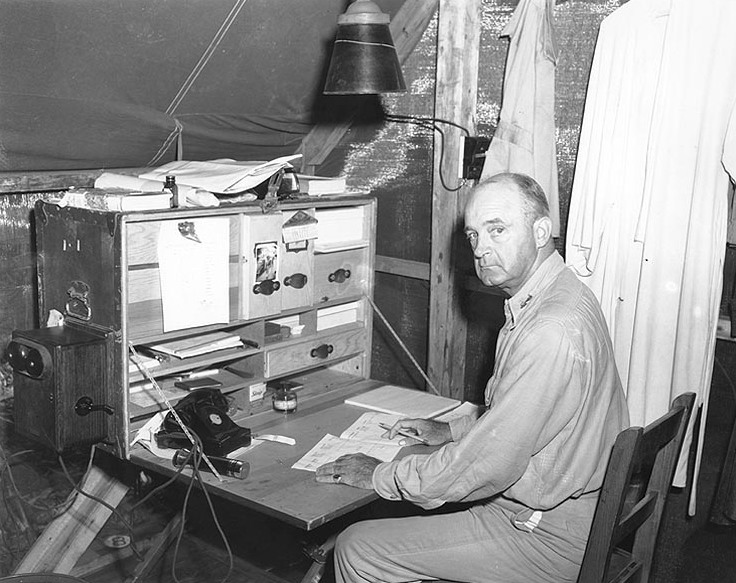
Général de brigade Vandegrift, 1942, dans sa tente de commandement à Guadalcanal

Le général de brigade Vandegrift est détaché à la 1re division de Marines en novembre 1941, peu de temps avant que les États-Unis n'entrent dans la Seconde Guerre mondiale. Il est promu au rang de général de division en mars 1942 et prend la mer vers la région sud du Pacifique. Le 7 août 1942, dans les îles Salomon, il débarque la 1re division de Marines, c'est la première action offensive de grande envergure contre les Japonais, et aussi la première offensive terrestre de la Seconde Guerre mondiale. On lui décerne la Navy Cross pour son service exceptionnel, en tant que général commandant de la 1re division de Marines, pendant l'attaque sur Guadalcanal, Tulagi et Gavutu dans les îles Salomon, puis il reçoit ensuite la Médaille d'honneur pour l'occupation et la défense de ces îles du 7 août au 9 décembre 1942.
En juillet 1943, il prend le commandement du 1er corps amphibie qu'il débarque le 1er novembre 1943, pour la Bataille de la baie de l'Impératrice Augusta sur Bougainville, une île du nord des îles Salomon. Après avoir établi la première tête de pont, il renonce à son commandement et retourne à Washington (District de Columbia) en tant que commandant désigné.

### Commandant du Corps des Marines

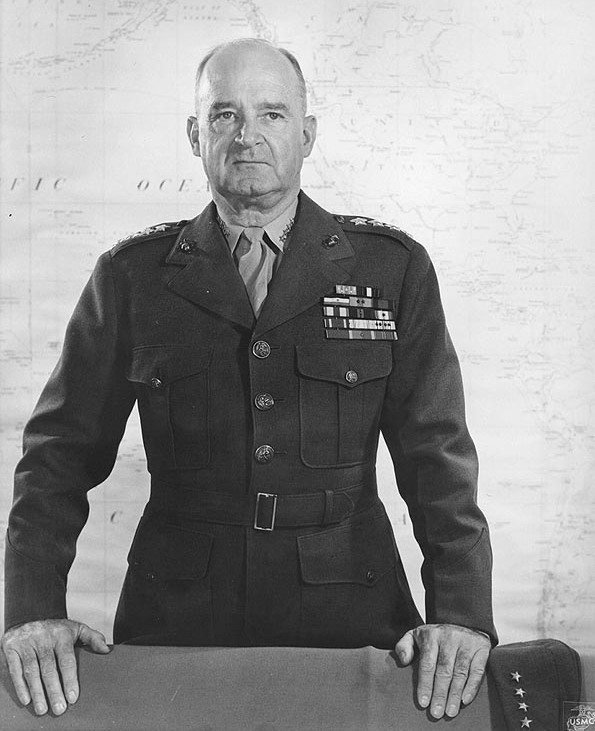
Vandegrift alors commandant du Corps des Marines.

Le 1er janvier 1944, en tant que général de corps d'armée, il fait prestation de serment pour devenir le 18e Commandant du Corps des Marines. Le 4 avril 1945, il est nommé général, le premier officier des Marines en service actif à atteindre le rang de général quatre étoiles.
Pendant son mandat, le Corps des Marines fait face à des menaces de l'Armée qui tente d'absorber la mission des Marines. Même si elle est sympathique aux difficultés du Corps des Marines, la Navy est prête à céder à l'Armée si cela peut empêcher la consolidation de l'aviation navale avec la force aérienne. Les discussions d'après-guerre sur la restructuration de la défense américaine ouvrent la porte à un allègement de la mission et du rôle du Corps des Marines dans cette nouvelle structure de défense. Le président Harry Truman et le général Dwight Eisenhower comptent parmi les partisans de cet allègement. Dans cette lutte de pouvoir, le Corps des Marines s'aligne au Congrès, contre l'empiètement civil inclus dans les propositions de l'Armée.
Pour s'assurer de l'appui du Congrès, le commandant Vandegrift prononce le célèbre discours du "genou fléchi" le 6 mai 1946 au comité du Sénat sur les affaires navales. Il indique que :
« Le Corps des Marines… croit qu'il est de son plein droit que son futur soit décidé par le corps législatif qui l'a créé, rien de plus. Les sentiments ne sont pas des considérations valables pour résoudre des questions de sécurité nationale. Nous sommes fiers de ce que nous sommes et de notre passé, mais nous n'appuyons pas notre cas sur la gratitude présumée que la Nation nous doit. Le genou fléchi n'est pas une tradition de notre Corps. Si le Marine, en tant qu'homme de combat, n'a pas prouvé sa valeur après 170 ans de service, il doit partir. Mais je crois que vous serez d'accord avec moi qu'il a gagné le droit de partir avec dignité et honneur, pas en l'assujettissant au statut d'inutilité et de servilité que lui réserve le département de la guerre. »
En 1946, on lui décerne la Navy Distinguished Service Medal pour son service exceptionnel en tant que commandant du Corps de Marines du 1er janvier 1944 au 30 juin 1946. Il quitte le service actif le 31 décembre 1947 et est mis à la retraite le 1er avril 1949.
Le général est coauteur d'un livre qui fait la chronique de son service pend la Seconde Guerre mondiale : "Once a Marine: The Memoirs of General A. A. Vandegrift Commandant of the U.S. Marines in WW II."
Le général Vandegrift meurt le 8 mai 1973, au centre national médical naval à Bethesda au Maryland des suites d'une longue maladie. Il est inhumé le 10 mai 1973 au cimetière national d'Arlington.

## Distinctions
Le général Vandegrift possède un doctorat honoris causa en science militaire du collège militaire de Pennsylvanie et des doctorats honoris causa en droit de l'université Harvard, de l'université Colgate, de l'université Brown, de l'université Columbia et de l'université du Maryland ainsi que du John Marshall College.

## Hommages
- En 1982, la frégate USS Vandegrift (FFG-48) est nommée en son honneur.
- La principale rue qui traverse Camp Pendleton est nommée Vandegrift Blvd en son honneur.

## Famille
Vandegrift a épousé Mildred Strode (1886–1952) le 29 juin 1909. Ils ont eu un fils, Alexander Archer Vandegrift, Jr. (1911–1969), un colonel du Corps des Marines qui s'est battu pendant la Seconde Guerre mondiale et la guerre de Corée. Après le décès de Mildred, il a épousé Kathryn Henson (1903-1978).

## Carrière et décorations
| Insigne                 | Grade                                   | Date                      |
| ----------------------- | --------------------------------------- | ------------------------- |
| (pas d'insigne en 1909) | Second Lieutenant                       | 16 janvier 1909           |
|                         | First Lieutenant                        | 10 novembre 1914          |
|                         | Captain                                 | 29 août 1916              |
|                         | Major (temporaire pour temps de guerre) | 1er juillet 1918          |
|                         | Captain (reconversion temps de paix)    | 31 juillet 1919           |
|                         | Major (à titre permanent)               | 4 juin 1920 (rétroactif)  |
|                         | Lieutenant Colonel                      | 29 mai 1934 (rétroactif)  |
|                         | Colonel                                 | 1er septembre 1936        |
|                         | Brigadier General                       | 11 avril 1940             |
|                         | Major General                           | 20 mars 1942              |
|                         | Lieutenant General                      | 28 juillet 1943           |
|                         | General                                 | 21 mars 1945 (rétroactif) |

Selon photos de fin de carrière et historique des Marines :
| Bluebird-colored ribbon with five white stars in the form of an "M". | Bluebird-colored ribbon with five white stars in the form of an "M".                                                       | Bluebird-colored ribbon with five white stars in the form of an "M".                                                       | Bluebird-colored ribbon with five white stars in the form of an "M".                                                       | | | | | Navy blue ribbon with central gold stripe                                               | Navy blue ribbon with central gold stripe                                               | Navy blue ribbon with central gold stripe                                               | Navy blue ribbon with central gold stripe                                               |
| Bronze star | Bronze star | Bronze star | Bronze star | Bronze star | Bronze star | Bronze star | Bronze star | Bronze star · Bronze star · Bronze star · Red ribbon with two broad dark yellow stripes | Bronze star · Bronze star · Bronze star · Red ribbon with two broad dark yellow stripes | Bronze star · Bronze star · Bronze star · Red ribbon with two broad dark yellow stripes | Bronze star · Bronze star · Bronze star · Red ribbon with two broad dark yellow stripes |
| Width-44 red ribbon with width-10 blue stripes 2 units away from the edges | Width-44 red ribbon with width-10 blue stripes 2 units away from the edges                                                 | Width-44 red ribbon with width-10 blue stripes 2 units away from the edges                                                 | Width-44 red ribbon with width-10 blue stripes 2 units away from the edges                                                 | Width-44 golden yellow ribbon with width-4 emerald green stripes at the edges and a central width-12 ultramarine blue stripe | Width-44 golden yellow ribbon with width-4 emerald green stripes at the edges and a central width-12 ultramarine blue stripe | Width-44 golden yellow ribbon with width-4 emerald green stripes at the edges and a central width-12 ultramarine blue stripe | Width-44 golden yellow ribbon with width-4 emerald green stripes at the edges and a central width-12 ultramarine blue stripe | Bronze star · Dark blue ribbon with two red stripes close to the center                 | Bronze star · Dark blue ribbon with two red stripes close to the center                 | Bronze star · Dark blue ribbon with two red stripes close to the center                 | Bronze star · Dark blue ribbon with two red stripes close to the center                 |
| Bronze star · Bronze star · Rainbow ribbon with violet at the outer edges and going down the spectrum to red in the center                                                                                     | Bronze star · Bronze star · Rainbow ribbon with violet at the outer edges and going down the spectrum to red in the center | Bronze star · Bronze star · Rainbow ribbon with violet at the outer edges and going down the spectrum to red in the center | Bronze star · Bronze star · Rainbow ribbon with violet at the outer edges and going down the spectrum to red in the center | Dark blue ribbon with medium-width dark blue, yellow, and orange stripes at each border                                      | Dark blue ribbon with medium-width dark blue, yellow, and orange stripes at each border                                      | Dark blue ribbon with medium-width dark blue, yellow, and orange stripes at each border                                      | Dark blue ribbon with medium-width dark blue, yellow, and orange stripes at each border                                      |                                                                                         |                                                                                         |                                                                                         |                                                                                         |
| Bronze star · Bronze star · Bronze star · Bronze star · Width-44 yellow ribbon with central width-4 Old Glory blue-white-scarlet stripe. At distance 6 from the edges are width-6 white-scarlet-white stripes. | | | | | | | |                                                                                         |                                                                                         |                                                                                         |                                                                                         |
| | | | | | | | |                                                                                         |                                                                                         |                                                                                         |                                                                                         |

| Medal of Honor                                                               | Medal of Honor                                                               | Medal of Honor                                                               | Medal of Honor                                                               | Navy Cross                                   | Navy Cross                                   | Navy Cross                                   | Navy Cross                                   | Navy Distinguished Service Medal      | Navy Distinguished Service Medal      | Navy Distinguished Service Medal      | Navy Distinguished Service Medal      |
| Presidential Unit Citation (2)                                               | Presidential Unit Citation (2)                                               | Presidential Unit Citation (2)                                               | Presidential Unit Citation (2)                                               | Navy Unit Commendation (2)                   | Navy Unit Commendation (2)                   | Navy Unit Commendation (2)                   | Navy Unit Commendation (2)                   | Marine Corps Expeditionary Medal (4)  | Marine Corps Expeditionary Medal (4)  | Marine Corps Expeditionary Medal (4)  | Marine Corps Expeditionary Medal (4)  |
| Nicaraguan Campaign Medal (1912)                                             | Nicaraguan Campaign Medal (1912)                                             | Nicaraguan Campaign Medal (1912)                                             | Nicaraguan Campaign Medal (1912)                                             | Mexican Service Medal                        | Mexican Service Medal                        | Mexican Service Medal                        | Mexican Service Medal                        | Haitian Campaign Medal (1921)         | Haitian Campaign Medal (1921)         | Haitian Campaign Medal (1921)         | Haitian Campaign Medal (1921)         |
| World War I Victory Medal (États-Unis) avec agrafe West Indies et 1 campagne | World War I Victory Medal (États-Unis) avec agrafe West Indies et 1 campagne | World War I Victory Medal (États-Unis) avec agrafe West Indies et 1 campagne | World War I Victory Medal (États-Unis) avec agrafe West Indies et 1 campagne | Yangtze Service Medal                        | Yangtze Service Medal                        | Yangtze Service Medal                        | Yangtze Service Medal                        | American Defense Service Medal        | American Defense Service Medal        | American Defense Service Medal        | American Defense Service Medal        |
| Asiatic-Pacific Campaign Medal (4 campagnes)                                 | Asiatic-Pacific Campaign Medal (4 campagnes)                                 | Asiatic-Pacific Campaign Medal (4 campagnes)                                 | Asiatic-Pacific Campaign Medal (4 campagnes)                                 | American Campaign Medal                      | American Campaign Medal                      | American Campaign Medal                      | American Campaign Medal                      | World War II Victory Medal            | World War II Victory Medal            | World War II Victory Medal            | World War II Victory Medal            |
| Ordre du Bain                                                                | Ordre du Bain                                                                | Ordre du Bain                                                                | Ordre du Bain                                                                | Chevalier de l'Ordre de l'Empire britannique | Chevalier de l'Ordre de l'Empire britannique | Chevalier de l'Ordre de l'Empire britannique | Chevalier de l'Ordre de l'Empire britannique | Grand officier de la Légion d'honneur | Grand officier de la Légion d'honneur | Grand officier de la Légion d'honneur | Grand officier de la Légion d'honneur |
| Non représentées : diverses décorations étrangères                           |                                                                              |                                                                              |                                                                              |                                              |                                              |                                              |                                              |                                       |                                       |                                       |                                       |